# Въло Йончев
Въло Йончев Димитров (Венци) е участник в комунистическото съпротивително движение по време на Втората световна война. Командир на Партизански отряд „Васил Левски“ (Плевен).

## Биография
Въло Йончев е роден на 7 септември 1919 г. в с. Махалата, Плевенско. Като ученик е активен член на РМС. Завършва Школа за запасни офицери.
Участва в комунистическото съпротивително движение по време на Втората световна война. Командир на бойна група в с. Махалата. При мобилизация във войската като запасен офицер, преминава в нелегалност. Партизанин и командир на Партизански отряд „Васил Левски“ (Плевен). Командва бойните акции на отряда. На 19 юни 1944 г. организира акция в с. Беглеж съвместно с Партизански отряд „Христо Кърпачев“ и Партизански отряд „Дунав“. Загива в престрелка при щурма на общината в с. Беглеж. 